# K-Ci & JoJo
K-Ci & JoJo é um dupla musical estadunidense de R&B formado em 1996 em Charlotte, Carolina do Norte.. No Brasil, eles ficaram conhecidos pela canção "All My Life", do álbum Love Always, de 1997, que entrou na trilha sonora da novela Torre de Babel, da Rede Globo.

## Discografia
- 1997: Love Always
- 1999: It's Real
- 2000: X
- 2002: Emotional
- 2005: All My Life: Their Greatest Hits
- 2007: 20th Century Masters - The Millennium Collection: The Best of K-Ci & JoJo
- 2008: Love
- 2008: Playlist Your Way
- 2013: My Brother's Keeper